# ريكس إل. كارتر
ريكس إل. كارتر (بالإنجليزية: Rex L. Carter)‏ هو محامي وسياسي أمريكي، ولد في 20 يونيو 1925 في هونيا باث في الولايات المتحدة، وتوفي في 9 يونيو 2014 في غرينفيل في الولايات المتحدة. حزبياً، نشط في الحزب الديمقراطي. وقد انتخب عضو مجلس نواب كارولاينا الجنوبية.